# آجارستان
آجارستان آجاریا یا آجارا (به گرجی: აჭარა) یکی از جمهوری‌های خودمختار گرجستان است به مرکزیت باتومی که تابع قوانین دولت مرکزی است.
آجارستان در جنوب غربی گرجستان قرار دارد. این جمهوری خودمختار از سمت غرب به سواحل دریای سیاه و از سمت جنوب به مرزهای شمالی کشور ترکیه محدود شده است.

## تاریخ

نقشهٔ پادشاهی‌های ایبریا و کولخیس

سابقه تشکیل تمدن در این جا به ۳۵۰۰ سال پیش می‌رسد. یونانیان باستان این سرزمین و اطرافش را کولخیس نامیده‌اند. گرجی‌ها این سرزمین را کُلخِتی و بومیان محلی اِگریسی می‌خواندند. بعدها ساکنان گرجی سرزمین گلخیدا، آجار نام گرفتند. در مآخذ قدیمی گرجی نیز نام آچارا آمده است.
گزنفون از سرزمین کولخیس یاد کرده و هرودت نیز آن را همسایهٔ ماد نوشته است. از اواخر سدهٔ ششم پیش از میلاد حضرت عیسی تا نیمهٔ نخست سدهٔ پنجم پیش از میلاد مسیح، کولخیس وابسته به دولت هخامنشی بود و از ساتراپهای دولت هخامنشی تبعیت می‌کرد. پس از ضعف و سقوط دولت هخامنشی تلاشهایی برای تأسیس دولتی مستقل در آن سرزمین آغاز گردید. اواخر سدهٔ دوم پیش از میلاد این سرزمین تابع دولت پونتوس و در سدهٔ نخست پیش از میلاد تابع دولت رم شد. طی سده‌های اول و دوم میلادی آشفتگی‌هایی در این سرزمین پدید آمد و سرانجام در سدهٔ چهارم میلادی لازها بر این سرزمین مسلط شدند. در سدهٔ مزبور و پس از آن سرزمین مذکور صحنه پیکار میان دولت‌های ایران و روم شرقی بود. در مذاکرات صلح میان قباد اول پادشاه ساسانی و یوستینوس (ژوستن) امپراتور روم شرقی سرزمین مزبور به ایران واگذار گردید.
از سدهٔ هفتم میلادی سرزمین آجارستان مورد هجوم شاخه‌ای از ایبریان (گرجیان) قرار گرفت که کارتاولی نامیده می‌شد. در سدهٔ هفتم میلادی این سرزمین تابع خلافت شد. سدهٔ سوم هجری (نهم میلادی) بخشی از قلمرو گرجستان شد سدهٔ پنجم ترکان سلجوقی و سده هفتم هجری مغولان بر این سرزمین حمله بردند. در نیمهٔ دوم سدهٔ ده هجری (قرن شانزده میلادی) سرزمین کنونی آجارستان به تصرف دولت عثمانی درآمد و تا ۱۸۷۸ میلادی ادامه داشت. بنا به نوشتهٔ مورخان طی نیمهٔ دوم سدهٔ ده هجری در اراضی آجارستان نه تنها گرجیان مسلمان، بلکه مسیحیان نیز سکنی داشتند. جنگ‌های روسیه و عثمانی در ۱۸۷۸-۱۸۷۷ میلادی سبب شد که بخشی از آجارستان از جمله شهرهای باتومی، قارص و اردهان تحت تسلط امپراتوری روسیه قرار گیرد.

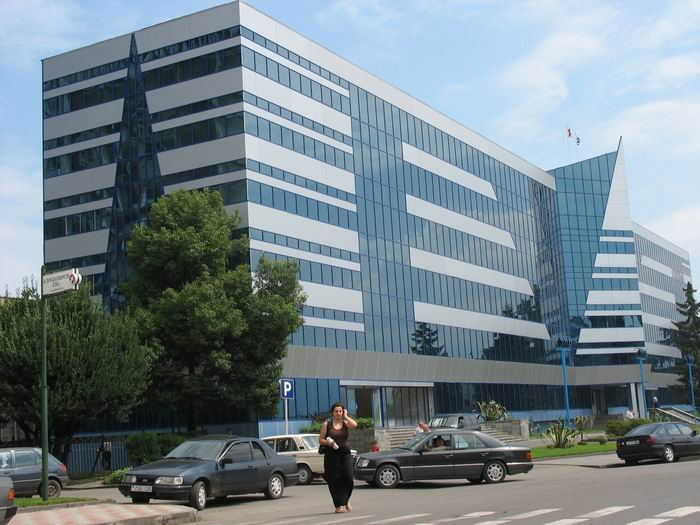
ساختمان دولت در باتومی

طبق تصمیم کنگره برلین در سال ۱۸۷۸ میلادی، سرزمین آجارستان ضمیمه گرجستان شد. در سال ۱۹۱۸ ترکان شهر باتومی و بخش‌هایی از سرزمین‌های آجارستان تصرف کردند. از دسامبر ۱۹۱۸ تا ژوئیه ۱۹۲۰ بندر باتومی در اشغال نیروهای انگلیس بود. ۱۸ مارس ۱۹۲۱ بلشویک‌ها در آجارستان مستقر شدند. در ژوئیه همان سال آجارستان بخشی از جمهوری گرجستان شد. آجارها در دوران سلطه امپراتوری عثمانی اسلام آوردند و به سبب نفوذ و گسترش اسلام در آجارستان، روس‌ها این سرزمین را گرجستان اسلامی نامیدند.

## مردم
اهالی آجاریا، از دو گروه کارتوِلی و مِگرِلی هستند. طبق برآورد انجام شده در ژانویه سال ۲۰۱۷ میلادی، جمعیت آجارستان حدود ۳۳۹ هزار نفر تخمین زده شد.
بر طبق سرشماری ژانویه سال ۱۹۸۹ میلادی جمعیت این جمهوری خودمختار برابر با ۳۹۲٬۴۳۲ نفر بوده که به تدریج کاهش یافته و در سرشماری نوامبر ۲۰۱۴ میلادی ۳۳۶٬۰۷۷ نفر گزارش شده‌است.
مردم آجارستان که ساکن باتومی و کوتائیسی هستند به زبان گرجی و لهجهٔ گوریا که یکی از لهجه‌های ساحلی گرجستان است سخن می‌گویند.

## تقسیمات جغرافیایی

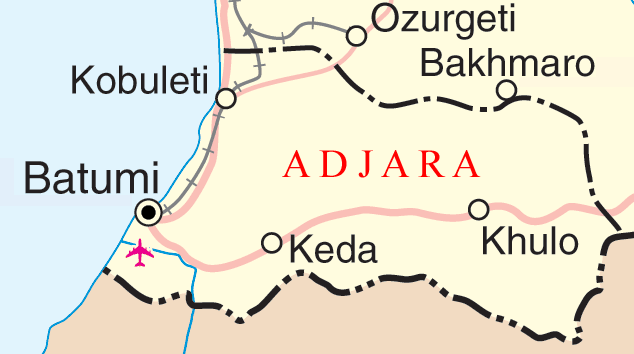

- ۱. شهر باتومی
- ۲. ناحیه کِدا
- ۳. ناحیه کُبولِتی
- ۴. ناحیه خِلواچائوری
- ۵. ناحیه شواخِوی
- ۶. ناحیه خولو